# Hans van Leeuwen
Hans van Leeuwen (Den Haag, 19 juni 1952) is een Nederlands politicus. Namens de Socialistische Partij was hij sinds de Tweede Kamerverkiezingen 2006 lid van de Tweede Kamer. Van Leeuwen is op 30 november 2006 beëdigd, zijn termijn eindigde op 17 juni 2010.
Van Leeuwen werd in 1952 geboren. Hij is kunstenaar. Sinds de Gemeenteraadsverkiezingen 1994 was hij gemeenteraadslid, vanaf 2002 tot en met 2018 was hij fractievoorzitter in de gemeente Leidschendam-Voorburg. Vanaf 2000 is van Leeuwen lid van het scholingsteam van de SP, vanaf 2003 is hij tevens lid van het landelijk partijbestuur van de SP, hij was verantwoordelijk voor de afdelingenondersteuning. Daarnaast was van Leeuwen de vaste organisator van de tour langs alle provincies die Jan Marijnissen maakte.
Bij de Tweede Kamerverkiezingen 2006 stond hij op positie 16 op de kandidatenlijst van de SP.
.
Hij is verkozen en had zelf 667 voorkeurstemmen behaald.
Op 19 april 2007 hield hij zijn maidenspeech bij het debat over het cultuurbeleid.
- Parlement.com: vhfc2zr3z8zs
- RKD-Nederlands Instituut voor Kunstgeschiedenis: 48952